# Aldeonsancho
Aldeonsancho (coloquialmente y en Gacería, El Panarro) es una localidad perteneciente al municipio de Cantalejo, en la provincia de Segovia, comunidad autónoma de Castilla y León, España. En 2022 contaba con 33 habitantes.
Pertenece desde su fundación medieval a la antigua Comunidad de Villa y Tierra de Sepúlveda. Fue un municipio independiente hasta el 2 de diciembre de 1970, cuando se incorporó a Cantalejo.
Sus habitantes, además de castellano, también hablan Gacería, idioma con su origen en Cantalejo.

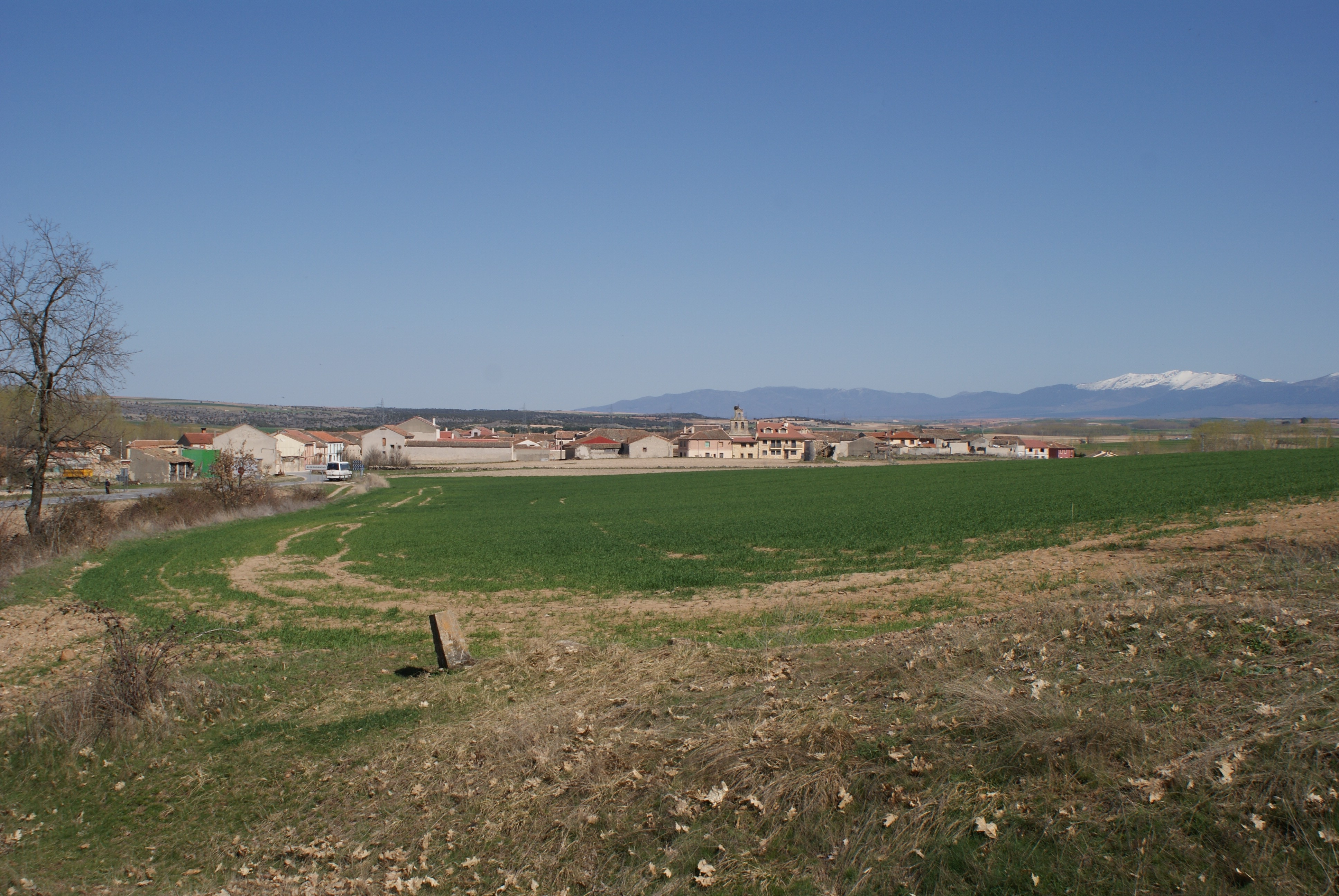
Vista de la localidad. Al fondo, la sierra de Ayllón

## Demografía
| Gráfica de evolución demográfica de Aldeonsancho entre 1842 y 1960 |
| |
| Población de derecho según los censos de población del INE Población de hecho según los censos de población del INEEntre el censo de 1970 y el anterior, este municipio desaparece porque se integra en el municipio 40040 (Cantalejo) |

| 59            | 60 | 62 | 56 | 52 | 49 | 48 | 48 | 45 | 35 | 33 | 33 |
| (Fuente: INE) |    |    |    |    |    |    |    |    |    |    |    |